# Lantjchuti
Lantjchuti (georgiska: ლანჩხუთი) är en stad i regionen Gurien i västra Georgien. Staden hade 6 395 invånare år 2014.
Lantjchuti fick sin stadsstatus 1961. Under sovjettiden var staden centrum för Georgiska SSR:s Lantjchutiområde och fungerar i dag som administrativt centrum i Lantjchutidistriktet.
Från staden kommer fotbollsklubben Guria Lantjchuti som tidigare spelat i Umaghlesi Liga.

## Internationella relationer
- Cody, Wyoming, USA